# Doraville
Doraville é uma cidade localizada no estado americano de Geórgia, no Condado de DeKalb.

## Demografia
Segundo o censo americano de 2000, a sua população era de 9862 habitantes.
Em 2006, foi estimada uma população de 10.306, um aumento de 444 (4.5%).

## Geografia
De acordo com o United States Census Bureau tem uma área de
9,3 km², dos quais 9,3 km² cobertos por terra e 0,0 km² cobertos por água.

## Localidades na vizinhança
O diagrama seguinte representa as localidades num raio de 12 km ao redor de Doraville.